# Diga di Samarra
La diga di Samarra e la diga Thar Thar è una diga dell'Iraq, sul fiume Tigri, vicino alla città di Samarra a nord di Baghdad. Lo scopo principale di questa diga è di controllare le inondazioni del Tigri mandando parte delle acque nel lago Tharthar attraverso la depressione di Thar Thar. Inoltre la diga ha una potenza installata di 75 MW.
Come per la diga gemella, la diga di Ramadi, si è tentato di utilizzare l'acqua del lago per l'irrigazione, ma l'evaporazione e la salinità delle acque non ne hanno consentito l'uso.

## Fonti
- (FR) www.ac-rouen.fr/pedagogie/equipes/trinome/geopolitiqueeau.htm, su ac-rouen.fr. URL consultato il 26 novembre 2009 (archiviato dall'url originale il 19 dicembre 2005).